# Project Rub
Project Rub è un videogioco sviluppato da Sonic Team e pubblicato nel 2004 da SEGA per Nintendo DS. Raccolta di minigiochi annunciata durante l'E3 2004, è stato inizialmente distribuito negli Stati Uniti d'America con il titolo Feel the Magic: XY/XX e in seguito commercializzato in Giappone come Kimi no Tame Nara Shineru (きみのためなら死ねる? Se è per te, posso morire) e infine in Australia ed Europa con il nome originariamente provvisorio.
Nell'ottobre 2005 è stato pubblicato in Giappone il seguito del gioco dal titolo The Rub Rabbits! (赤ちゃんはどこからくるの??, Akachan wa Doko Kara Kuru no?, Da dove vengono i bambini?), che costituisce una sorta di prequel di Project Rub. Nel titolo, tramite una serie di minigiochi, un ragazzo cerca di conquistare una ragazza ostacolato da altri contendenti che formeranno i Rub Rabbits.

## Trama
Il gioco narra la storia di un giovane ragazzo che cerca di impressionare una ragazza, aiutato da un gruppo di amici conosciuti come Rub Rabbits, completando una serie di minigiochi legati alla trama. Questi sono tutti gestibili utilizzando il touch screen e il microfono della console, e spesso richiedono di strisciare, colpire o soffiare sul microfono. Nel febbraio 2006 il gioco vinse il premio Best Concept ("migliore idea") all'Imagina Games Awards.

## Modalità di gioco
Project Rub può essere giocato solo con lo stilo e il microfono. La struttura dei minigiochi è simile a quella di WarioWare: Touched!, anche se alcuni temi trattati sono sicuramente più adulti (niente che vada oltre ad un bacio). I minigiochi da completare servono inizialmente per impressionare la ragazza.
Ci sono tre modalità di gioco: Storia permette di affrontare tutti i minigiochi in sequenza (e di sbloccarne di nuovi man mano che si prosegue), e può essere affrontata a tre livelli di difficoltà crescente. Memoria dove si possono rigiocare tutte le sfide sbloccate in modalità Storia. Affrontarle in questa modalità permette di sbloccare dei vestiti da usare in Maniaco, dove si può vestire in modo diverso la ragazza protagonista del gioco (nulla di scandaloso, il modello è lo stesso che si vede sulla copertina della scatola, senza tratti somatici e in una grafica 3D grezza); sono presenti oggetti come scarpe, camicie, e anche pettinature. L'ultima modalitá é Hidden Rabbits, che si sbloccherà solo dopo aver collezionato abbastanza vestiti. Una volta completato il gioco si renderà disponibile anche un riproduttore audio con tutte le musiche e gli effetti presenti nel gioco. I salvataggi sono automatici, e non sono presenti profili differenti.